# Boissia
Boissia település Franciaországban, Jura megyében. Lakosainak száma 114 fő (2022. január 1.). Boissia Vertamboz, Barésia-sur-l’Ain, Clairvaux-les-Lacs, Patornay és Pont-de-Poitte községekkel határos.

## Népesség
A település népességének változása:
| Lakosok száma | 87   | 82   | 82   | 132  | 129  | 129  | 118  | 109  | 108  | 114  |
|               | 1968 | 1982 | 1990 | 2006 | 2013 | 2015 | 2017 | 2019 | 2020 | 2022 |